# Lizanne Murphy
Lizanne Deborah Murphy (Montréal, 15 marzo 1984) è un'ex cestista canadese.

## Carriera
Con il Canada ha disputato due edizioni dei Giochi olimpici (Londra 2012, Rio de Janeiro 2016), due dei Campionati mondiali (2010, 2014) e quattro dei Campionati americani (2007, 2011, 2013, 2015).